# Veniamin Kagan
Veniamin Fiodorovitch Kagan (em russo:  Вениамин Фёдорович Каган; Šiauliai, 10 de março de 1869 — Moscou, 8 de maio de 1953) foi um matemático especialista em geometria russo e soviético.
Foi o avô materno do matemático Iakov Sinai.

## Biografia
Kagan nasceu em Shavli, Império Russo (agora Šiauliai, Lituânia) em 1869, de uma família judia lituana pobre. Em 1871 sua família se mudou para Yekaterinoslav, onde ele cresceu.  Kagan ingressou na Imperial Novorossiya University em Odessa em 1887, mas ele foi expulso em virtude de atividades revolucionárias em 1889. Ele foi colocado em liberdade vigiada e mandado de volta à Yekaterinoslav. Ele estudou matemática por conta própria e em 1892 foi aprovado no exame estadual para a Universidade de Kiev.  
Em 1894 Kagan mudou-se para São Petersburgo onde continuou seus estudos em parceria com Andrei Markov e Konstantin Posse. Eles tentaram ajudar Kagan obter uma posição acadêmica, mas o passado judeu de Kagan foi um obstáculo. Apenas em 1897 ele foi permitido a se tornar um dozent na Imperial Novorossiya University, onde seguiu com seu trabalho até 1923.  Seus estudantes da teoria da relatividade que ele lecionou de 1921-22 incluía Nikolaj Papaleksi, Alexander Frumkin and Igor Tamm.  
Kagan trabalhou na Universidade Estatal de Moscou, onde ele ocupou a Cadeira de Geometria de 1923 até 1952. Envelhecendo e desiludido com as práticas de anti-Semitismo, ele retirou-se da universidade e morreu em Moscou logo depois.

## Trabalhos matemáticos
Publicou mais de 100 trabalhos na área de matemática em diferentes partes da geometria, particularmente sobre a geometria hiperbólica e geometria de Riemann. Recebeu o Prêmio Estatal da URSS em 1943.  Fundou a publicação científica Mathesis em Odessa. Ele foi diretor do departamento de Matemática e Ciências Naturais da Grande Enciclopédia Soviética.  Ele escreveu a biografia oficial de Nikolai Lobachevsky e editou seus trabalhos  (5 volumes, 1946–1951).  